# 大分県立佐伯鶴城高等学校
大分県立佐伯鶴城高等学校（おおいたけんりつ さいきかくじょうこうとうがっこう, Oita Prefectural Saiki Kakujo High School）は、大分県佐伯市城下東町にある県立高等学校。

## 設置学科
- 普通科

## 概要
旧佐伯藩城址を西にみる武家屋敷通りの一角にあり、付近には寺院も多い。
学校の歴史は古く、1911年（明治44年）創立の「大分県立佐伯中学校」と「大分県立佐伯高等女学校」を前身とする。佐伯中学校は、1910年（明治43年）南海部郡立佐伯中学校として創立され、1916年（大正5年）に県移管、大分県立佐伯中学校となる。また、佐伯高等女学校も1910年（明治43年）に佐伯町立実科佐伯女学校として発足。郡立学校を経て、1921年（大正10年）県立移管となり、大分県立佐伯高等女学校に改称したもので、それぞれ古い歴史と伝統を持つ。
現在の姿になったのは、1948年（昭和23年）の学制改革で、大分県立佐伯中学校と大分県立佐伯女子高等学校が合併して「大分県立佐伯第一高等学校」（新制高等学校）第1部・第2部となって以来である。1951年（昭和26年）に現校名の大分県立佐伯鶴城高等学校に改称した。
2011年（平成23年）に創立100周年を迎えた。
2017年（平成29年）にスーパーサイエンスハイスクールに指定。
「自治・信愛・剛健」を校訓に勉学と人格の涵養に励んでいる。

## 沿革
旧制中学校（男子校）
- 1910年（明治43年）6月 - 南海部郡立佐伯中学校の設置が認可される。
- 1911年（明治44年）4月1日 - 佐伯町馬場に「南海部郡立佐伯中学校」が開校。本館が完成し、1・2学年が入学。
- 1916年（大正5年）4月1日 - 「大分県立佐伯中学校」と改称。
- 1925年（大正14年）4月 - 運動場が完成。
- 1930年（昭和5年）9月 - プールが完成。
- 1936年（昭和11年）5月 - 本館を改築。
- 1941年（昭和16年）3月 - 新校舎6教室を増築。
- 1948年（昭和23年）3月31日 - 閉校。

高等女学校
- 1911年（明治44年）6月 - 佐伯町立佐伯尋常小学校内に「佐伯町立佐伯実科女学校」が開校。
- 1918年（大正7年）4月1日 - 「南海部郡立佐伯実科高等女学校」と改称。
- 1920年（大正9年）4月 - 佐伯市中村外に校舎を新築し移転。
- 1921年（大正10年）4月1日 - 「大分県立佐伯高等女学校」と改称。
- 1948年（昭和23年）3月31日 - 閉校。

新制高等学校
- 1948年（昭和23年）4月1日 - 学制改革により、大分県立佐伯中学校と大分県立佐伯高等女学校の中等教育学校2校を統合し、「大分県立佐伯第一高等学校[注 1]」（新制高等学校）が発足。当初は部制により、第一部（男子）と第二部（女子）に分けて教育を開始。
- 1949年（昭和24年）4月21日 - 部制を廃止し、男女共学で教育を開始。この日を開校記念日に制定。
- 1950年（昭和25年）3月 - グラウンドを大改修。
- 1951年（昭和26年）
  - 4月1日 - 「大分県立佐伯鶴城高等学校」（現校名）と改称。
  - 8月 - 家庭科食物教室が完成。
- 1952年（昭和27年）3月 - 図書館を増築。
- 1953年（昭和28年）9月 - プール（25m）を改修。
- 1955年（昭和30年）6月 - 理科教室が完成。
- 1956年（昭和31年）4月 - 長島寄宿舎「鶴風寮」を新設。
- 1959年（昭和34年）
  - 4月 - 北校舎4教室を改築。
  - 5月 - 弓道場を新設。
- 1961年（昭和36年）10月 - 50mプールが完成。
- 1962年（昭和37年）11月 - 体育館が完成。
- 1967年（昭和42年）3月 - 新校舎（第一期工事）が完成。
- 1968年（昭和43年）3月 - 新校舎（第二期工事）が完成。
- 1969年（昭和44年）
  - 4月1日 - 体育学科を設置。
  - 7月 - 新校舎（第三期工事）が完成。校舎前庭を整備。
- 1970年（昭和45年）
  - 4月1日 - 大分県立佐伯農業高等学校より宇目分校が移管される。
  - 5月 - 正門が完成。
  - 8月 - 中庭池が完成。
- 1971年（昭和46年）- 特別教室棟が完成。
- 1973年（昭和48年）3月 - 体育センターが完成。
- 1975年（昭和50年）3月 - 第二グラウンドと弓道場が完成。
- 1977年（昭和52年）4月 - 25mプールに温水施設を設置。
- 1978年（昭和53年）4月1日 - 普通科1学級を増設。
- 1979年（昭和54年）3月 - 野外プールを屋内プールに改装。
- 1982年（昭和57年）11月 - 屋内プールに温水施設を設置。
- 1983年（昭和58年）2月 - 鶴風寮用地を売却。
- 1985年（昭和60年）11月 - 「馬場の松」を復元。
- 1987年（昭和62年）12月 - 体育科の入試形態が推薦入試となる。
- 1988年（昭和63年）3月 - 第一グラウンドの大改修を実施。
- 1989年（平成元年）3月 - 第二グラウンドの大改修を実施。
- 1990年（平成2年）3月 - セミナーハウスが完成。
- 1991年（平成3年）
  - 2月 - 体育館の大規模改修を実施。
  - 3月 - プール付属棟を改築。
- 1995年（平成7年）9月 - 新校章を制定。デザインは時田良太郎（旧制佐伯中学校第35回卒業生、アメリカペンシルバニア州在住）。
- 1996年（平成8年）
  - 2月 - 体育部室が完成。
  - 12月 - 多目的競技場が完成。
- 1998年（平成10年）7月 - 管理棟外部の大規模改修を実施。
- 1999年（平成11年）6月 - 管理棟内部の大規模改修を実施。
- 2000年（平成12年）3月 - 体育科の募集を停止。
- 2002年（平成14年）
  - 3月 - 校内LAN設備工事を実施。
  - 3月31日 - 体育科を廃止（33年の歴史に幕を閉じる）。宇目分校を廃止[注 2]。
  - 8月 - 特別教室棟外部の大規模改造を実施。
- 2003年（平成15年）8月 - 特別教室棟内部の大規模改造を実施。
- 2004年（平成16年）
  - 3月 - 第2グラウンドの補修工事を実施。
  - 8月 - 体育センター（トレーニングセンター）大規模改造工事を実施。
- 2011年（平成23年）- 創立100周年を迎えた。
- 2017年（平成29年）4月 - スーパーサイエンスハイスクールに指定。

## 部活動
運動部
- 野球部、陸上部、体操部、水泳部、剣道部、バスケットボール部（男・女）、バレーボール部（男・女）、ソフトテニス部（男・女）、サッカー部、バドミントン部、弓道部、卓球部[2]
- 主な成績
  - 野球部
    - 1965年（昭和40年）5月 - 九州高等学校野球選手権大会で優勝[3]。
    - 1974年（昭和49年）8月 - 第56回全国高等学校野球選手権大会に出場[4]。
    - 1986年（昭和61年）8月 - 第68回全国高等学校野球選手権大会に出場し、ベスト8に入る[4]。
    - 1996年（平成8年）8月 - 第78回全国高等学校野球選手権大会に出場[4]。
    - 2018年（平成30年）5月 - 第133回県高校野球選手権で44季ぶりに優勝[5]。

  - 陸上部
    - 2001年（平成13年）
      - 7月 - 第2回世界ユース陸上競技選手権大会（ハンガリー）の400mHで成迫健児が3位[1][6]
      - 10月 - 第19回全九州高等学校新人陸上大会 男子総合優勝[1][7]

  - 水泳部
    - 1950年（昭和25年）8月 - 昭和25年度日本高等学校選手権水泳競技大会で優勝（初）[要出典]
    - 1956年（昭和31年）8月 - 昭和31年度日本高等学校選手権水泳競技大会（競泳・男子学校対抗）で優勝（2回目）[8]
    - 1957年（昭和32年）8月 - 昭和32年度日本高等学校選手権水泳競技大会（競泳・男子学校対抗）で優勝（3回目）[8]
    - 1960年（昭和35年）8月 - 昭和35年度日本高等学校選手権水泳競技大会（競泳・男子学校対抗）で優勝（4回目）[8]
    - 1962年（昭和37年）8月 - 昭和37年度日本高等学校選手権水泳競技大会（競泳・男子学校対抗）で優勝（5回目）[8]
    - 1965年（昭和40年）8月 - 昭和40年度日本高等学校選手権水泳競技大会（競泳・男子学校対抗）で優勝（6回目）[8]

  - 剣道部
    - 1990年（平成2年）7月 - 玉竜旗高校剣道大会（男子）で優勝[9]。
    - 1991年（平成3年）7月 - 玉竜旗高校剣道大会（男子）で準優勝[10]。

文化部
- 吹奏楽部、美術部、書道部、文芸部、放送部、科学部、茶道部、新聞部

同好会
- 英語同好会

## 著名な出身者

### 野球
- 繁里栄（元プロ野球選手）
- 大橋衛（元プロ野球選手）
- 河野正（元プロ野球選手）
- 阿南準郎（広島東洋カープ元監督）
- 八木孝（元プロ野球選手）
- 堺崇展（元プロ野球選手）
- 大石弥太郎（元プロ野球選手）
- 野村謙二郎（広島東洋カープ元監督）
- 廣瀬純（元プロ野球選手）
- 山中正竹（バルセロナオリンピック野球日本代表監督、元法政大学・住友金属監督、全日本野球協会会長）
- 若林重喜（元野球選手、バルセロナオリンピック銅メダリスト）
- 野村昭彦（元野球選手、大学野球指導者）
- 坂本保（元野球選手）
- 古川雄大（プロ野球選手※現役）
- 狩生聖真(プロ野球選手※現役)

### 競泳
- 吉田喜一（元競泳選手、1936年ベルリンオリンピック日本代表）
- 谷川禎次郎（元競泳選手、1952年ヘルシンキオリンピック銀メダリスト）
- 岩崎邦宏（元競泳選手、1964年東京オリンピック銅メダリスト）
- 高橋栄子（元競泳選手、元220ヤードバタフライ世界記録保持者）
- 青木剛（シドニー・アテネオリンピック水泳代表監督、元日本水泳連盟会長）
- 渡辺一平（競泳選手、2016年リオデジャネイロオリンピック日本代表、元200m平泳ぎ世界記録保持者、世界水泳選手権銅メダリスト）

### 陸上
- 成迫健児（陸上競技選手）

### 体操
- 山脇恭二（元体操選手、ロサンゼルスオリンピック銅メダリスト）

### 経済
- 御手洗毅（キヤノン初代社長）
- 御手洗冨士夫（日本経団連会長、キヤノン会長、東京都立小山台高等学校へ転校）
- 村上憲郎（Google Japan 名誉会長）
- 榎徹（大分フットボールクラブ代表取締役）

### 文化
- 富永一朗（漫画家）
- 清松みゆき（ゲームデザイナー、小説家、翻訳家、グループSNE所属）
- 今井彰（プロデューサー）
- 団塚栄喜（デザイナー）
- 中津留章仁（劇作家）
- 旭堂左南陵（講談師）
- 神志名泰裕（政治ジャーナリスト、元NHK解説委員長）
- 渡邉英徳（工学者、東京大学教授）
- 小野正嗣（仏文学者、早稲田大学教授）
- 戸高賢史（ミュージシャン、ART-SCHOOLのメンバー）
- 鶴羽佳子（元北海道放送アナウンサー）

### 芸能
- 風戸佑介（俳優）
- 大谷ノブ彦（お笑いコンビ「ダイノジ」）

### その他
- 田中利明（佐伯市長）
- 江藤洋一（日本弁護士連合会副会長、法務省司法試験考査委員）